# Ассамское сопротивление
Ассамское сопротивление — националистическое движение в индийском штате Ассам.
Движение набрало силу с 1970 года. Различные группировки движения требуют автономии районов Бодо и Карби, организуют многочисленные этнические конфликты, антиправительственные выступления и захват заложников.
Гражданская война подогревается этническими конфликтами, в первую очередь между ассамцами и бенгальцами. Конфликт обострился из-за наличия в Ассаме значительных нефтяных месторождений и привёл к массовым потокам беженцев.
Наиболее известны организации «Объединённый фронт освобождения Ассама» (ULFA) и «Национально-демократический фронт Бодоланда» (NDFB), в последнее время возникли многочисленные другие группы — BLT, UPDS, DHD, KLO, HPCD и др. ULFA — наиболее крупная из этих группировок, сформирована ещё в 1979 году. ULFA также активно участвует в производстве и торговле наркотиками.
Образование автономии Бодоланд в 2003 году в результате сдачи оружия «Тигров освобождения Бодоланда» (BLT) значительно снизило напряжённость. Активисты ULFA и KLO долгое время базировались в Бутане, пока не были оттеснены оттуда правительственными войсками в декабре 2003 года.